# Dark Side of the Spoon
Dark Side of the Spoon è il settimo album in studio del gruppo industrial metal statunitense Ministry, pubblicato nel 1999.

## Tracce
1. Supermanic Soul (Jourgensen, Barker, Svitek, Washam, Hukic) - 3:13
2. Whip and Chain (Jourgensen, Barker, Coon, Svitek) - 4:23
3. Bad Blood (Jourgensen, Barker, Coon, Washam) - 4:59
4. Eureka Pile (Jourgensen, Barker, Svitek, Washam) - 6:22
5. Step (Jourgensen, Barker, Washam) - 4:06
6. Nursing Home (Jourgensen, Barker, Washam) - 7:02
7. Kaif (Jourgensen, Barker, Svitek, Washam) - 5:25
8. Vex & Siolence (Jourgensen, Barker, Svitek, Washam, Hukic) - 5:24
9. 10/10 (Jourgensen, Barker, Svitek, Washam) - 3:53
10. Happy Dust (Japanese bonus track) - 6:18
11. Everybody (Summertime) (hidden track) - 1:55

Tracce nascoste
Dopo la traccia 10 vi sono 59 tracce mute dalla durata diversa.
1. Traccia 11 - 2:00
2. Traccia 12 - 3:00
3. Traccia 13 - 1:10
4. Traccia 14 - 0:13
5. Traccia 15 - 0:23
6. Tracce 16 - 68 hanno durata di circa 4 secondi.

## Formazione
- Al Jourgensen - voce, chitarre, elettronica, banjo, slide guitar, sassofono
- Paul Barker - basso, elettronica, voce
- Rey Washman - batteria, elettronica
- Louis Svitek - chitarra, elettronica